# AN/ALQ-144

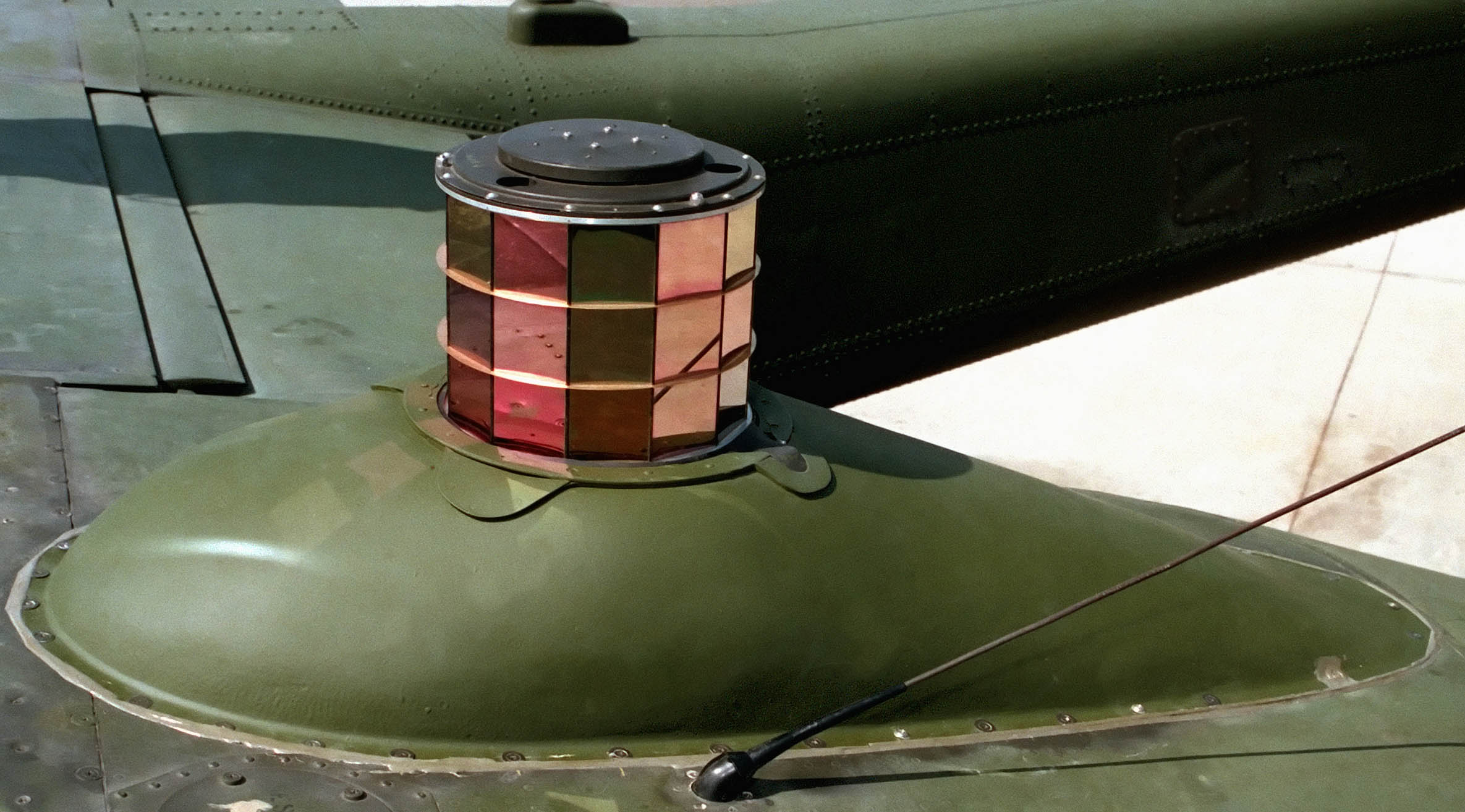
Un perturbador ALQ-144 montado en un OV-10 Bronco.

Los AN/ALQ-144, AN/ALQ-147 y AN/ALQ-157 son dispositivos de contramedidas contra misiles de guía infrarroja (IRCM, del inglés Infra-Red CounterMeasure) de Estados Unidos. Ellos fueron desarrollados por Sanders Associates en la década de 1970 para contrarrestar la amenaza de los misiles superficie-aire de guía infrarroja como el SA-7 Grail. Mientras las bengalas de señuelo eran efectivas en interferir a los misiles de guía infrarroja de primera generación, cada bengala era efectiva solo por un corto período de tiempo, si un avión necesitaba orbitar sobre un área de alta riesgo, o volaba lento (como un helicóptero) requeriría un gran número de bengalas para desviar cualquier misil disparado contra el. Los dispositivos desarrollados permiten una constante protección contra misiles de guía infrarroja.
El ALQ-144 y el ALQ-147 fueron entregados por primera vez a las fuerzas armadas de Estados Unidos en 1981. Actualmente existen más 3.500 unidades en uso con las fuerzas armadas de Estados Unidos, y un total de 6.000 en uso por 19 países en el mundo. Hay 700 sistemas ALQ-157 actualmente en servicio.

## ALQ-144/ALQ-147
Ambos sistemas consisten de un bloque calentado de carburo de silicio que irradia una gran cantidad de energía infrarroja, rodeado por un gran obturador cilíndrico de acción mecánica, que modula la salida infrarroja, produciendo un patrón pulsante. Los primeros misiles de guía infrarroja usaban un retículo rotatorio, cuando un blanco no estaba en la línea central del sensor, produciría un pulso cuando el retículo pasaba sobre el blanco. Cuando el blanco estaba en la línea central del sensor, este producía una señal constante. Esta señal constante era requerida por los primeros misiles para producir una "fijación" (del inglés "lock on") lo que permitía el lanzamiento.
Los dispositivos IRCM ALQ-144 y ALQ-147 producían un patrón de pulsos que estaba aproximadamente sincronizado con la tasa de rotación de estos retículos. Antes del lanzamiento esto prevendría que el misil realmente se fijara en el blanco, impidiendo que el operador pudiera disparar el misil. Después del lanzamiento esto causaría que el misil pensara que el blanco estaba hacia un lado, lo que provocaría que el misil se alejara del avión equipado con el IRCM.
La introducción de la roseta y de las técnicas de exploración staring (en castellano: de observación ampliada) en los misiles de segunda generación redujo la efectividad del ALQ-144 y del ALQ-147, mejoras posteriores restauraron la efectividad de estos perturbadores.
El ALQ-144A fue acelerado en entrar en servicio en los aviones de Estados Unidos a tiempo para estar presente en la Guerra del Golfo de 1991, ya que Irak tenía almacenado misiles SA-14 y SA-16, contra los cuales el ALQ-144 solo era parcialmente efectivo. Por el tiempo en que la guerra había comenzado dos tercios de los helicópteros AH-64 Apache en el Golfo habían sido actualizados al estándar ALQ-144A. El único AH-64 Apache perdido debido a un misil de guía infrarroja fue impactado por un SA-14, el helicóptero en cuestión era una de los pocos que no había sido actualizado.[cita requerida]
La distintiva apariencia del ALQ-144 le ha ganado los sobrenombres de "disco de luz" o "disco bola".

## ALQ-157
Producido por Loral, el sistema consiste en dos emisores, cada uno cubriendo un lado del avión. El sistema controlado por un microprocesador y tiene preinstalado cinco patrones de perturbación. 

## Especificaciones
| Designación | Entrada en servicio | Potencia              | Peso    |
| ----------- | ------------------- | --------------------- | ------- |
| ALQ-144A    | 1980                | 1,7 kW                | 12,5 kg |
| ALQ-147     | 1980                | ?                     | ?       |
| ALQ-157     | 1984                | 2 kW (más tarde 4 kW) | 99 kg   |

## Modelos
- ALQ-144 IRCM energizado eléctricamente
  - ALQ-144A sistema mejorado para enfrentar las generaciones más recientes de misiles de guía infrarroja.
  - ALQ-144A(V)1 – Perturbador estándar en los helicópteros
  - ALQ-144A(V)3 – Agregó un interruptor de encendido/apagado de RFCM
  - ALQ-144A(V)5 – Protección incrementada con transmisores de fáse bloqueado duales y un interruptor de selección de código de perturbación en la unidad de control del operador
  - ALQ-144A+ – Protección incrementada con mayor poder
  - ALQ-144A+(5) – protección incrementada más el transmisor del ALQ-144A+ de fase bloqueada dual
- ALQ-147 montado en un tanque de combustible externo de 150 US galones (570 litros) modificado, es un IRCM energizado por combustible
  - ALQ-147A sistema mejorado para enfrentar las generaciones más recientes de misiles de guía infrarroja
- ALQ-157 versión del sistema para aviones grandes e instalado en los CH-47 Chinook y C-130 Hércules, consiste de dos unidades, cada una dando una cobertura semicircular
  - ALQ-157M sistema mejorado para enfrentar las generaciones más recientes de misiles de guía infrarroja

### Modelos y plataformas
| Modelo                             | Plataforma                                                                                | Notas |
| ---------------------------------- | ----------------------------------------------------------------------------------------- | --- |
| ALQ-144A(V)1 – Propósito general   | - UH-60B, HH-60, MH-60 - UH-1H - Mi-8 MT (Mi-17) - Lynx - AS 332 (Cougar) - SA 330 (Puma) | |
| ALQ-144A(V)1 - Observación         | - OH-58D - OV-10                                                                          | |
| ALQ-144A(V)1 – Ataque              | - AH-1F - AH-1W - AH-1Z                                                                   | |
| ALQ-144A(V)3 – Ataque              | - AH-64 - A-109 - A-129                                                                   | |
| ALQ-144A(V)5 – Misiones especiales | - VH-60, MH-60R - VH-3D - SH-2F/G                                                         | (V)1 sistema con un amplificador de fijado adicional para un rendimiento significativamente más alto y un interruptor para la selección manual de la modulación |
| ALQ-144A(V)6 – Multi Misión        | - MH-60S                                                                                  | |
| ALQ-144B(V)1/3                     | como ALQ-114A(V)1/3                                                                       | Nuevos componentes con mejor desempeño |
| ALQ-144B(V)5                       | No disponible                                                                             | También con los nuevos componentes, más el amplificador de fijado adicional del modelo ALQ-144(V)5                                                              |
| ALQ-144C                           | No disponible                                                                             | Versión adaptada para áreas de operación con climas polvorientos y arena                                                                                        |

### ECM relacionados
- AN/ALQ-99
- AN/ALQ-128